# 山姆·兰迪加
山姆·奥斯卡·兰迪加，曾是暴雪娱乐的软件工程师，目前在Valve软件公司工作，因为创立DirectMedia Layer而知名。
此前，他是洛基软件的主程序员和联合创始人之一。2008年，他创立了Galaxy Gameworks，之后离开暴雪娱乐。不久，他推出创立新网站Gameworks。 并在38工作室中工作，直到这家公司在2012年5月关闭。